# Confederate Spy
The Confederate Spy è un cortometraggio muto del 1910 diretto da Sidney Olcott.

## Produzione
Il film fu prodotto dalla Kalem Company. Venne girato Jacksonville, Florida.

## Distribuzione
Distribuito dalla Kalem Company, il film - un cortometraggio di una bobina - uscì nelle sale cinematografiche USA il 9 febbraio 1910.